# 해프닝
해프닝(영어: happening)은 1950년대부터 1970년대 초반을 중심으로 북아메리카, 서유럽 · 일본 등으로 확장된 갤러리와 시가지에서 이루어지는 비재현적이고 일회성이 강한 공연 예술이나 작품 전시 등을 총칭한다.
음악가 존 케이지와 협업하여 미술가 짐 다인과 클라스 올든버그, 앨런 캐프로가 함께 개척한 해프닝은 뉴욕 미술계에서 유행한 추상표현주의의 음산한 분위기와 완전한 대조를 이루는 혼란스러운 행위 예술이다. 해프닝의 첫 번째 작품인 30초짜리 《더 스마일링 워커》(The Smiling Worker)가 1959년 공연되었다.